# Хусейн, Нур Хасан
Нур Хасан Хусейн (сомал. Nuur Xasan Xuseen Cadde, араб. نور حسن حسين‎; 16 февраля 1937 — 1 апреля 2020), также известен как Нур Адде — премьер-министр Сомали с 24 ноября 2007 года по 14 февраля 2009 года.
Начал свою карьеру как таможенник в 1958 году, за два года до провозглашения независимости Сомали.
Получив юридическое образование в Национальном университете Могадишо и финансово-юридическом факультете в Риме, он стал генеральным прокурором, эту должность он занимал до 1991 года. После этого в течение нескольких лет возглавлял Сомалийское общество Красного креста.
22 ноября 2007 года президент Абдуллахи Юсуф Ахмед внёс его кандидатуру на пост премьер-министра после отставки Али Мохаммеда Геди.
1 сентября 2008 парламент Сомали проголосовал за отставку Нур Хасана Хусейна.
Умер в Лондоне 1 апреля 2020 года в возрасте 83 лет от коронавирусной инфекции COVID-19.